# Renzo Zorzi
Renzo Zorzi, italijanski dirkač Formule 1, * 12. december 1946, Ziano di Fiemme, Italija, † 15. maj 2015, Magenta.
Debitiral je v sezoni 1975, ko je nastopil le na domači dirki za Veliko nagrado Italije in dosegel štirinajsto mesto. Tudi v naslednji sezoni 1976 je nastopil le na eni dirki, tokrat na prvi dirki sezone za Veliko nagrado Brazilije, kjer je dosegel deveto mesto. Na drugi dirki sezone 1977 za Veliko nagrado Brazilije je dosegel šesto mesto, kar je njegova najboljša uvrstitev kariere. Na naslednji dirki za Veliko nagrado Južne Afrike je bil posredno udeležen v eni najstrašnejših nesreč v zgodovini Formule 1 v kateri sta umrla Zorzijev moštveni kolega Tom Pryce in delavec ob progi Jansen Van Vuuren. Ko je Zorzi parkiral svoj dirkalnik z okvaro motorja, je le-ta zagorel, in kljub temu, da ga je Zorzi že sam takoj začel gasiti z gasilnim aparatom iz dirkalnika, sta čez stezo stekla dva delavca z gasilnimi aparati, in enega je zadel Tom Pryce, ki je ravno takrat pripeljal mimo. Po peti dirki sezone za Veliko nagrado Španije ni več nikoli dirkal v Formul 1.
Po koncu dirkaške kariere je vodil Pirellijevo šolo vožnje na jugu Italije.

## Popolni rezultati Formule 1
(legenda) (odebeljene dirke pomenijo najboljši štartni položaj, poševne pa najhitrejši krog, †-uvrščen kljub odstopu)
| Leto | Moštvo                     | Šasija        | Motor       | 1       | 2     | 3       | 4        | 5       | 6   | 7   | 8   | 9   | 10  | 11  | 12  | 13     | 14  | 15  | 16  | 17  | Prv | Toč |
| ---- | -------------------------- | ------------- | ----------- | ------- | ----- | ------- | -------- | ------- | --- | --- | --- | --- | --- | --- | --- | ------ | --- | --- | --- | --- | --- | --- |
| 1975 | Frank Williams Racing Cars | Williams FW03 | Cosworth V8 | ARG     | BRA   | JAR     | ŠPA      | MON     | BEL | ŠVE | NIZ | FRA | VB  | NEM | AVT | ITA 14 | ZDA |     |     |     | -   | 0   |
| 1976 | Frank Williams Racing Cars | Williams FW04 | Cosworth V8 | BRA 9   | JAR   | ZZDA    | ŠPA      | BEL     | MON | ŠVE | FRA | VB  | NEM | AVT | NIZ | ITA    | KAN | ZDA | JAP |     | -   | 0   |
| 1977 | Shadow Racing Team         | Shadow DN5    | Cosworth V8 | ARG Ret | BRA 6 |         |          |         |     |     |     |     |     |     |     |        |     |     |     |     | 19. | 1   |
| 1977 | Shadow Racing Team         | Shadow DN8    | Cosworth V8 |         |       | JAR Ret | ZZDA Ret | ŠPA Ret | MON | BEL | ŠVE | FRA | VB  | NEM | AVT | NIZ    | ITA | ZDA | KAN | JAP | 19. | 1   |